# Randka z o.o.
Randka z o.o. (ang. Lovespring International, 2006) – amerykański serial telewizyjny nadawany przez stację Lifetime Television od 5 czerwca do 28 sierpnia 2006 roku. W Polsce emitowany na kanale Comedy Central Polska.

## Opis fabuły
Serial opisuje perypetie grupy ludzi, którzy prowadzą agencję pośredniczącą w organizacji randek.

## Obsada
- Jane Lynch jako Victoria Ratchford
- Jack Plotnick jako Steve Morris
- Jennifer Elise Cox jako Tiffany Riley Clarke
- Mystro Clark jako Alex Odom
- Sam Pancake jako Burke Kristopher
- Wendi McLendon-Covey jako Lydia Mayhew

## Spis odcinków
1. Pilot
2. Lydia's Perfect Man
3. A Rear Window
4. Burke Makes a Friend
5. Lydia's Last Night
6. The Loser Club
7. The Last Temptation of Steve
8. The Portrait and the Painter
9. The Psychic
10. Homeless Rockstar
11. The Sperminator
12. The Demulrer
13. The Fire